# マディソン郡 (モンタナ州)
マディソン郡（英: Madison County）は、アメリカ合衆国モンタナ州の南西部に位置する郡である。2010年国勢調査での人口は7,691人であり、2000年の6,851人から12.3％増加した。郡庁所在地はバージニアシティ町（人口190人）であり、同郡で人口最大の町はエニス町（人口836人）である。

## 地理
アメリカ合衆国国勢調査局に拠れば、郡域全面積は3,603平方マイル (9,330 km2)であり、このうち陸地は3,587平方マイル (9,290 km2)、水域は16平方マイル (41 km2)で水域率は0.45％である。

### 主要高規格道路
- 州間高速道路15号線
- アメリカ国道91号線（旧道）
- アメリカ国道287号線
- モンタナ州道41号線
- モンタナ州道84号線
- モンタナ州道87号線
- モンタナ州道55号線
- モンタナ州道287号線

### 隣接する郡
- ビーバーヘッド郡 - 南西、西
- シルバーボウ郡 - 北西
- ジェファーソン郡 - 北
- ギャラティン郡 - 東
- フレモント郡 (アイダホ州) - 南

### 国立保護地域
- ビーバーヘッド国立の森（部分）
- ディアロッジ国立の森（部分）
- ギャラティン国立の森（部分）

## 人口動態
以下は2000年国勢調査による人口統計データである。
| 基礎データ - 人口: 6,851人 - 世帯数: 2,956 世帯 - 家族数: 1,921 家族 - 人口密度: 1人/km2（2人/mi2） - 住居数: 4,671軒 - 住居密度: 0軒/km2（1軒/mi2） 人種別人口構成 - 白人: 97.02% - アフリカン・アメリカン: 0.04% - ネイティブ・アメリカン: 0.53% - アジア人: 0.26% - その他の人種: 0.76% - 混血: 1.39% - ヒスパニック・ラテン系: 1.90% 先祖による構成 - ドイツ系：21.6％ - イギリス系：16.4％ - アイルランド系：11.0％ - アメリカ人：7.8％ - ノルウェー系：7.3％ 年齢別人口構成 - 18歳未満: 22.9% - 18-24歳: 4.9% - 25-44歳: 25.0% - 45-64歳: 30.1% - 65歳以上: 17.2% - 年齢の中央値: 43歳 - 性比（女性100人あたり男性の人口） - 総人口: 102.3 - 18歳以上: 103.9 | 世帯と家族（対世帯数） - 18歳未満の子供がいる: 26.1% - 結婚・同居している夫婦: 57.8% - 未婚・離婚・死別女性が世帯主: 4.4% - 非家族世帯: 35.0% - 単身世帯: 29.3% - 65歳以上の老人1人暮らし: 10.9% - 平均構成人数 - 世帯: 2.29人 - 家族: 2.85人 収入と家計 - 収入の中央値 - 世帯: 30,233米ドル - 家族: 35,536米ドル - 性別 - 男性: 26,606米ドル - 女性: 17,917米ドル - 人口1人あたり収入: 16,944米ドル - 貧困線以下 - 対人口: 12.1% - 対家族数: 10.2% - 18歳未満: 14.2% - 65歳以上: 9.3% |

## 都市と町

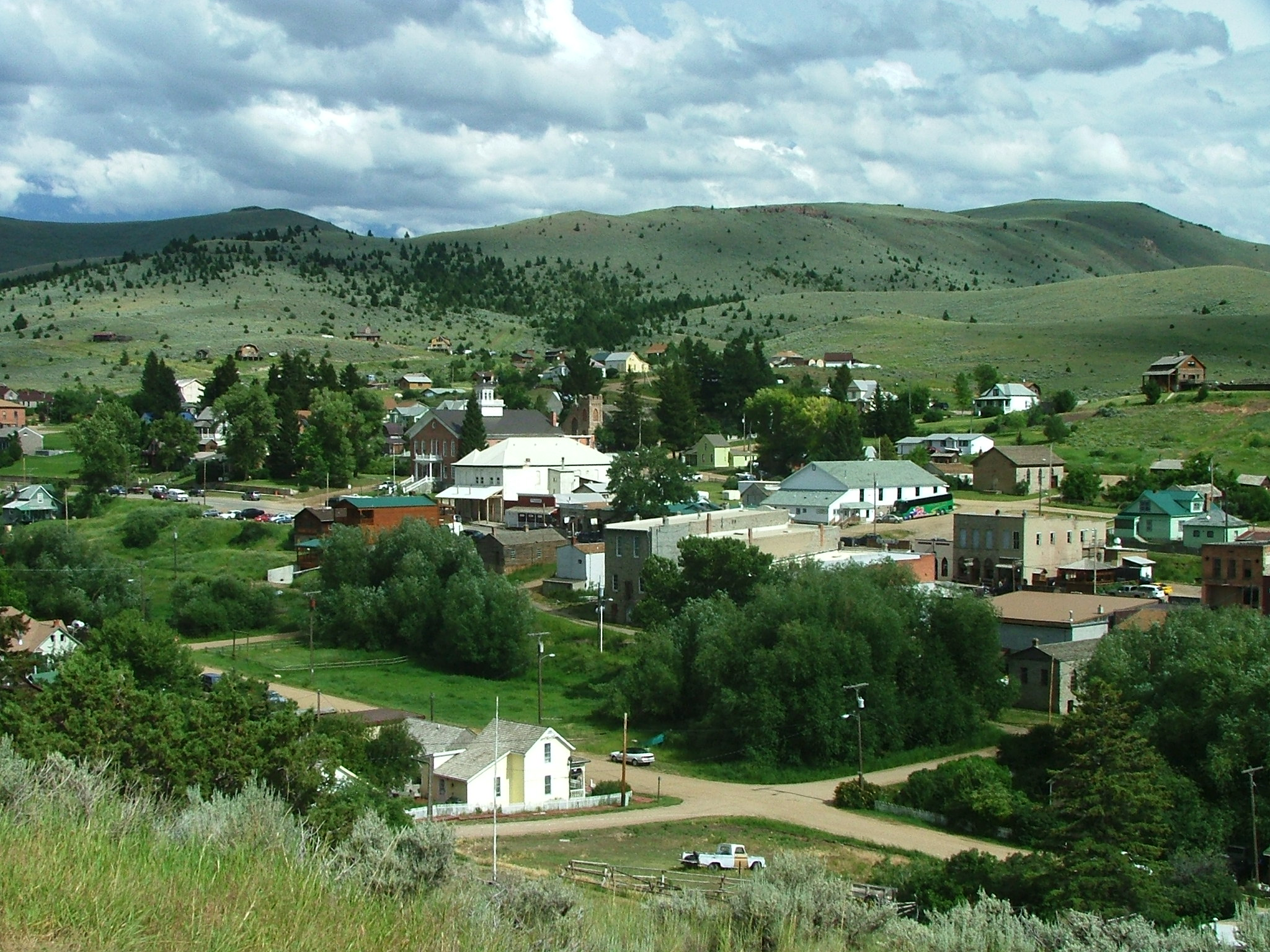
バージニアシティ

### 町
- エニス
- シェリダン
- ルビー
- ツインブリッジ
- バージニアシティ - 郡庁所在地

### 国勢調査指定地域
- アルダー
- ビッグスカイ
- ハリソン

### その他の町
- キャメロン
- ノリス
- ポニー
- ユニオンシティ

## 著名な住人
- サム・V・スチュアート、元モンタナ州知事、モンタナ州最高裁判所判事、バージニアシティで弁護士